# Лисовская, Лидия Ивановна
Лидия Ивановна Лисовская, в девичестве Демчинская (1910, Ровно — 26 октября 1944, Каменка, Хмельницкая область) — польская балерина, нештатная разведчица НКВД-НКГБ СССР во время Великой Отечественной войны, член партизанского отряда «Победители». Вместе со своей двоюродной сестрой Марией Микотой была известна как помощница советского разведчика Николая Кузнецова. В документах НКВД фигурировала как агент «Веселовская» и «Лик». Участвовала в ряде операций Кузнецова, в том числе в операции по похищению генерал-майора вермахта Макса Ильгена. Убита при невыясненных обстоятельствах в 1944 году.

## Довоенные годы
Лидия Ивановна Демчинская родилась в 1910 году в городе Ровно. Русская по происхождению, православного вероисповедания. Окончила частную русскую гимназию, Варшавское балетное училище и консерваторию, однако балетную и певческую карьеру не сумела построить. По свидетельствам современников, она «... имела прекрасные музыкальные способности, хорошо танцевала и была настоящей красавицей: голубые глаза, спортивного типа фигура и волосы цвета спелой ржи, которые она часто заплетала в корону», а также обладала большим количеством поклонников. По словам историка А. С. Намозова, во время учёбы в гимназии на балу однажды появилась в прозрачном платье, шокировав окружающих. Также ходили слухи о предложениях в адрес Лидии сниматься в Голливуде, одно из которых Лидия приняла, но по пути в Берлин сбежала из поезда, решив, что её собираются доставить в какой-то бордель на Ближнем Востоке.
Лидия дважды была замужем: в 1936 году вышла за польского адвоката (умер через год), но в том же году также познакомилась с польским офицером Ежи Лисовским (уроженец Харбина), отец которого, подданный Российской империи, работал на строительстве КВЖД (после русско-японской войны семья уехала в Вильно). Она вышла замуж за Ежи в 1938 году после того, как того произвели в капитаны (таково было военное законодательство). Ради венчания она приняла католичество и имя Леокадия, хотя близкие и дальше называли её Лидой. Под влиянием мужа, служившего в войсках связи в Кротошине (56-й пехотный полк), она научилась верховой езде, фехтованию на саблях и стрельбе из револьвера: нередко она попадала в призёры соревнований среди офицерских жён, а иногда и побеждала. К началу Второй мировой войны Лидия работала сестрой милосердия. Также ходили слухи, что за Лидией пытался ухаживать Вольф Исаакович Эйдельштейн, отец Владимира Жириновского, однако отец запретил Вольфу иметь дела с полькой, разрешив только оказывать ей материальную помощь.
По некоторым слухам, в 1938 году Лисовскую попыталась завербовать польская разведка. Через год её якобы завербовала Секретная разведывательная служба Великобритании. Ежи Лисовский попал в 1939 году в плен во время боёв против немцев, и Лидия ошибочно считала его погибшим; после войны он уехал в Канаду. Сама Лидия после присоединения Западной Украины к СССР устроилась работать на почту дежурным оператором в окошке писем до востребования, позже переехала во Львов. По некоторым данным, 13 ноября 1939 года её разработку под псевдонимом «Веселовская» начало НКВД СССР. В конце 1940 года с Лидией встретился Иван Михайлович Попов, сотрудник контрразведки НКВД СССР, который занимался ликвидацией агентов иностранных спецслужб (в том числе шпионов абвера) на Западной Украине. Перед началом войны он попросил Лидию в случае угрозы оккупации Львова поскорее вернуться в Ровно, а также помочь всем, кто обратится к ней от имени Попова, сообщив кодовую фразу: «Привет от Попова», — попытаться уничтожить какого-нибудь высокопоставленного немецкого военачальника.

## Начало войны
После начала Великой Отечественной войны Лидия уехала в Ровно, который вскоре также был оккупирован немцами. Она устроилась работать помощником повара в столовой для офицеров и сотрудников лагеря для военнопленных. Проживала с матерью, сестрой Еленой и братом Владимиром в доме № 7 по улице Млынарской. Позже устроилась старшей официанткой в ресторан «Дойчегофф». Несмотря на свою работу, Лидия испытывала отвращение и ненависть к гитлеровцам из-за предполагаемой гибели её мужа в плену, но была не в состоянии уйти к партизанам из-за своей большой семьи. Лидия тайно помогла бежать из плена нескольким советским солдатам, в том числе разнорабочему на кухне Владимиру Грязных, примкнувшему в дальнейшем к партизанскому отряду «Победители». Утверждается, что она спасла маленькую новорождённую девочку, чью мать угнали в Ровенское гетто и позже расстреляли, а также свою двоюродную сестру Марию Микоту, сняв её с поезда в Ровно, который увозил гражданских лиц на принудительные работы в Третий рейх.
В начале 1942 года Лидия работала официанткой в казино хозштаба немецких оккупационных войск (глава штаба — генерал Кернер), а также она сдавала комнату в своей квартире немецким офицерам. Примерно в это время с ней вышел на связь разведчик Николай Гнидюк (агент «Гид»), работавший под легендой торговца Яна Багинского и пытавшийся проверить, кому лояльна Лидия. По словам командира партизанского отряда Дмитрия Медведева, Лидия принимала у себя дома немецких офицеров, только чтобы избежать угона на принудительные работы. Когда Гнидюк убедился в том, что Лидия искренне ненавидит гитлеровцев, и раскрылся ей как партизан, она с радостью приняла предложение работать с партизанами и даже выразила готовность подсыпать яд Кернеру в пищу. Позже Лидия применила яд не против Кернера, а против своего постояльца, который однажды признался в участии в расстреле советских военнопленных. Партизаны решили использовать возможности Лидии для поиска и ликвидации высокопоставленных немецких офицеров.

## Помощница Кузнецова
В мае 1943 года Лидия познакомилась с обер-лейтенантом Паулем Зибертом, под именем которого действовал агент 4-го управления НКГБ СССР Николай Кузнецов. На фоне разговоров немцев о расправах над гражданским населением Лисовская, несмотря на приятную внешность и характер Зиберта, изначально возненавидела его, считая его очередным оккупантом: это заметил Гнидюк, вовремя доложивший командованию, и Кузнецову поступило распоряжение раскрыть свою личность Лидии — тогда он и сообщил пароль: «Привет от Попова». По версии Дмитрия Медведева, Лисовская пыталась подсыпать яд в кофе Зиберту, однако Гнидюк вовремя предотвратил катастрофу, сам ненароком раскрыв Лидии Кузнецова. Узнав правду о своём постояльце, Лидия стала помощницей Кузнецова, начав организовывать его знакомства с высокопоставленными немецкими военачальниками и чиновниками оккупационной администрации в Ровно. В разговорах она узнавала сведения о возможных передвижениях немецких войск, их планах и настроениях личного состава немецкой армии. Она даже привлекла к работе свою двоюродную сестру Марию Микоту (1924 г. р.), работавшую в ресторане «нур фюр дойче». Когда Марию и Лидию попытались завербовать в СД, чтобы информировать службу о настроениях и разговорах в офицерской и чиновничьей среде, партизаны убедили девушек принять предложение, чтобы получать оттуда ценную информацию. Так по заданию партизан Мария (агент «Майя») и Лидия стали сотрудниками СД (в частности, Мария получила псевдоним «17»). Это позволило Кузнецову через девушек направлять немцам взвешенную дезинформацию. Мария даже организовала бордель для немецких офицеров в своей квартире в доме № 15 по улице Легионов, где вместе с сестрой обслуживала офицеров, получая от них важную информацию о немецких войсках на Восточном фронте и разведывательных операций.
Вскоре Кузнецов познакомился с штурмбаннфюрером СС Ульрихом фон Ортелем, одним из подчинённых Отто Скорцени, и через «Майю», которая завязала близкие отношения с Ортелем, заполучил планы о готовящемся покушении на лидеров СССР, США и Великобритании во время Тегеранской конференции. На основании сообщений Кузнецова советским спецслужбам удалось сорвать операцию абвера в Тегеране, причём, по версии Д. Н. Медведева, Лидия узнала от Ортеля о его намерениях участвовать в операции, который пообещал ей привезти ценный подарок из Ирана. Попытку разоблачить Кузнецова в это же время предпринял майор вермахта и агент абвера Мартин Геттель, который предположил, что обер-лейтенант Пауль Зиберт является британским шпионом. Считая Зиберта агентом британской Секретной разведывательной службы, Геттель решил попробовать через Лидию спровоцировать Зиберта: она в разговоре мельком должна упомянуть слово «сэр». Геттель рассчитывал через Зиберта предложить свои услуги английской разведке и переметнуться на её сторону при первой возможности, когда поражение Германии в войне станет вопросом времени. Провокация через Лидию не состоялась, однако позже Струтинский, сопровождавший Кузнецова, ненароком выдал своего начальника, бесцеремонно сев при нём за стол: догадавшегося обо всём Геттеля скрутили и после допроса заполучили от него информацию о деятельности абвера в Ровно, а затем Кузнецов пристрелил его.
Осенью 1943 года Лисовская по заданию Кузнецова устроилась работать экономкой к командующему 740-го соединения «восточных батальонов» генерал-майору Максу Ильгену, ответственному за подготовку формирований вермахта из коллаборационистов с территории СССР, а также руководившему борьбой с советскими партизанами. Она же предложила пригласить Марию помощницей. В ноябре Лидия сообщила всю информацию людям Кузнецова о распорядке дня, охране и времени приездов и отъездов Ильгена, что позволило подготовить операцию по похищению генерал-майора. 15 ноября Кузнецов и трое его спутников (соратник Николай Струтинский, партизаны Стефаньский и Каминский) похитили Ильгена, арестовав заодно двух перешедших на сторону немцев казаков (часового Василия Луковского и денщика Михаила Мясникова) и гауптмана Пауля Гранау, личного водителя Эриха Коха (после допроса Гранау и Ильгена расстреляли). Мясников после уговоров согласился перейти к партизанам. Лисовскую перед операцией отправили на встречу с офицером гестапо в людное место. Однако 17 ноября вечером её арестовали и восемь дней допрашивали, прежде чем отпустить на свободу. По Ровно в дальнейшем прокатилась волна арестов возможных сообщников Кузнецова якобы помогавших ему похитить Ильгена: 4 января 1944 года несколько человек были повешены. После гибели Ильгена Лидия на некоторое время устроилась работать официанткой в столовую общежития лётчиков.

## Пытки в тюрьмах
После освобождения Ровенской области и последующего расформирования отряда «Победители» и Лидию Лисовскую, и Марию Микоту в канун 1944 года представили к ордену Отечественной войны I степени за разведывательную деятельность в тылу врага (по некоторым данным, Лисовская была награждена 23 декабря 1943 года). Лисовская по заданию партизан уехала во Львов с отступавшими немецкими войсками. Во Львове она была арестована: полиция решила, что Лисовская была сообщницей Зиберта и помогла ему похитить и казнить Ильгена. На допросах её избивали, а в конце января чуть не расстреляли. После одного из допросов Лидия лежала на полу камеры без сознания, и её приняли за умершую. Во время пребывания в тюрьме она мельком узнала о секретном приказе офицерам сменить тёплые зимние плащи на шинели, чтобы попытаться поймать Зиберта как шпиона, однако через Марию Микоту и свою сестру Елену сумела своевременно предупредить Кузнецова. Поскольку тот не раз объявлялся во Львове, немцы решили попробовать выйти через Лидию на него: они подлечили девушку, одели и под наблюдением агентов стали выводить на прогулку по центральным улицам Львова. Кузнецов и Лидия встретились у гостиницы с рестораном «Жорж», однако сделали вид, что не знают друг друга. Этим Лидия спасла разведчика от провала. О попытке поймать Кузнецова через Лисовскую в 1951 году рассказал попавший в советский плен сотрудник полиции безопасности во Львове гауптштурмфюрер СС Петер Краузе.

## Гибель
9 марта 1944 года Кузнецов погиб в бою с украинскими националистами — бойцами УПА. Лидия тяжело переживала гибель Кузнецова и нередко говорила, что знает о деятельности действовавшего в Ровно подполья шокирующую информацию, после раскрытия которой «могут полететь большие головы»: позже о компрометирующей информации писал О. В. Ракитянский. 26 октября того же года Лидия Лисовская и Мария Микота направлялись на вручение орденов Отечественной войны в Киев, причём у Лисовской при себе было удостоверение УНКГБ СССР по Львовской области. Позже выяснилось, что девушкам заказали билеты на поезд, которыми они почему-то не воспользовались.
Около 19 часов на шоссе Острог-Шумск в селе Каменка (Изяславский район Хмельницкой области) остановилась шеститонная зелёная военная машина («Студебеккер» с брезентовым тентом), в которой ехали Лидия и Мария в сопровождении четырёх мужчин в советской военной форме. Микота сошла первой с машины, а когда Лисовская хотела подать ей чемодан, то прогремели три выстрела, причём, по словам свидетелей, Мария разговаривала с одним из офицеров, а перед выстрелами раздался крик «Не стреляй!». Микота погибла сразу: её тело осталось лежать на трассе Острог-Шумск. Лисовская была ранена первым выстрелом и затем добита, когда автомобиль был у хутора Мазярка (Изяславский район Хмельницкой области).
Автомобиль, в котором ехали разведчицы, после стрельбы рванул в сторону Шумска, проигнорировав требования бойцов КПП, проломил шлагбаум и скрылся в направлении города Кременца. Расследование инцидента контролировал начальник 4-го управления НКГБ СССР Павел Судоплатов, однако установить обстоятельства гибели не удалось. По одной из версий, убийцей был агент гестапо Рихард (Рышард) Аренд, учившийся до войны с Лидией в одной гимназии и позже неоднократно появлявшийся во Львове в форме советского офицера. По другой версии, покушение совершили польские боевики или члены УПА. Наконец, сторонники теорий заговора рассматривают версию о том, что Лисовскую убили лжепартизаны или «сотрудники» НКВД как двойного и даже тройного агента: аргументом в пользу причастности НКВД называется непонятное высказывание Николая Струтинского, который якобы так и не понял, на кого на самом деле работала Лисовская. Ежи Лисовский пережил Лидию почти на полвека, а незадолго до смерти попытался выяснить судьбу своей супруги: ссылаясь на своего друга Юзефа, разведчика, он утверждал, что Лидию якобы могла завербовать польская разведка, лояльная польскому правительству в Лондоне.
Тела Марии и Лидии с колотыми и пулевыми ранениями были обнаружены местными жителями на следующее утро. Обе девушки были похоронены в селе Кунев Изяславского района Хмельницкой области. На общей для них могиле был установлен памятник. Орденами Отечественной войны Лисовская и Микота были награждены посмертно.

## В кино
В фильме 1985 года «Отряд специального назначения» роль Лисовской сыграла Мирдза Мартинсоне.

## Комментарии
1. ↑  В. Н. Мамяченков приводит показания свидетелей[19]: 

Раздался крик „Не стреляй!“. Но прогремели три выстрела. Офицер быстро вскочил в кабину, бросив перед тем в кузов чемодан, и машина на большой скорости ушла в сторону Шумска. Когда мы подбежали к лежавшей на дороге женщине, она уже была мертва [...] А та, что подала чемодан, осталась в машине. Потом и ее застрелили на машине и кровь капала аж до Мозярки.